# Eugène Bernard Hubert Regout
Eugenius Bernardus Hubertus Regout, roepnaam Eugène (Maastricht, 20 april 1831 – Meerssen, 2 mei 1908), was een Nederlands ondernemer en politicus.

## Biografische schets
Eugène was een telg uit de bekende Maastrichtse fabrikantenfamilie Regout. Hij was de vierde zoon van Petrus (I) Regout (1801-1878) en Aldegonda Hoeberechts (1798-1878). Als kind beleefde hij van dichtbij de stichting van de spijker-, glas-, kristal- en aardewerkfabrieken door zijn vader, en de razendsnelle groei van het familie-imperium aan de Boschstraat en het Bassin. Na een technische opleiding in Luik begon Eugène op zijn achttiende als vennoot in het bedrijf van zijn oom Thomas Regout (1805-1862), de N.V. Maastrichtsche Spijker- en Draadnagelfabriek. Na de dood van Thomas Regout hielp hij diens weduwe, Jeannette Regout-Ghijsen, die behalve zijn tante ook zijn tweede schoonmoeder was, het bedrijf voort te zetten. Vanaf 1870 was hij tevens vennoot van de toen opgerichte Kristal-, Glas- en Aardewerkfabrieken Petrus Regout v.o.f. (de latere Sphinx). Na de dood van zijn vader in 1878 werd het bedrijf omgezet in een commanditaire vennootschap (c.v.) en werd hij mededirecteur, samen met zijn broers Petrus (II), Eduard, die nog datzelfde jaar overleed, en Louis (I). In de praktijk maakten Petrus (II) en Louis bij het bedrijf de dienst uit.
Daarnaast was Eugène van 1881 tot 1895 lid van Provinciale Staten van Limburg. Hij was daar de opvolger van zijn broer Hubert Gérard Louis Regout en werd na 1895 op zijn beurt opgevolgd door zijn neef Louis Hubert Willem Regout. Niet geheel zonder eigenbelang (zie hieronder) zette Eugène Regout zich in voor de dichting van de Heugemer Overlaat, het winterbed van de Maas oostelijk van zijn Villa Wyckerveld. Ook schreef hij in 1882 en 1883 een drietal adressen aan de Minister van Waterstaat, waarin hij pleitte voor de sloop en vervanging van de Maasbrug, die een te geringe doorlaatcapaciteit zou hebben. Mede daardoor zou in 1880 een grote overstroming hebben kunnen plaatsvinden, waarbij grote delen van de stad onder water stonden, vrijwel zeker ook de gloednieuwe villa van Regout. Zijn petities werden in 1884 gesteund door het gemeentebestuur, maar verzanden daarna in gesteggel, ook omdat er geen overstromingen meer plaatsvonden. In de periode 1893-1896 waagde Regout opnieuw een poging om de brug uit de weg geruimd te krijgen. Deze keer stond het scheepvaartverkeer voorop en kreeg hij de Maasschippers en de meeste burgemeesters van Maasgemeenten achter zich, maar moest hij de steun van het Maastrichtse gemeentebestuur ontberen. Ook deze poging mislukte, niet in het minst door het verzet van topambtenaar Victor de Stuers, rijksarchivaris August Flament en andere leden van Limburgs Geschied- en Oudheidkundig Genootschap tegen dit "wandalisme".

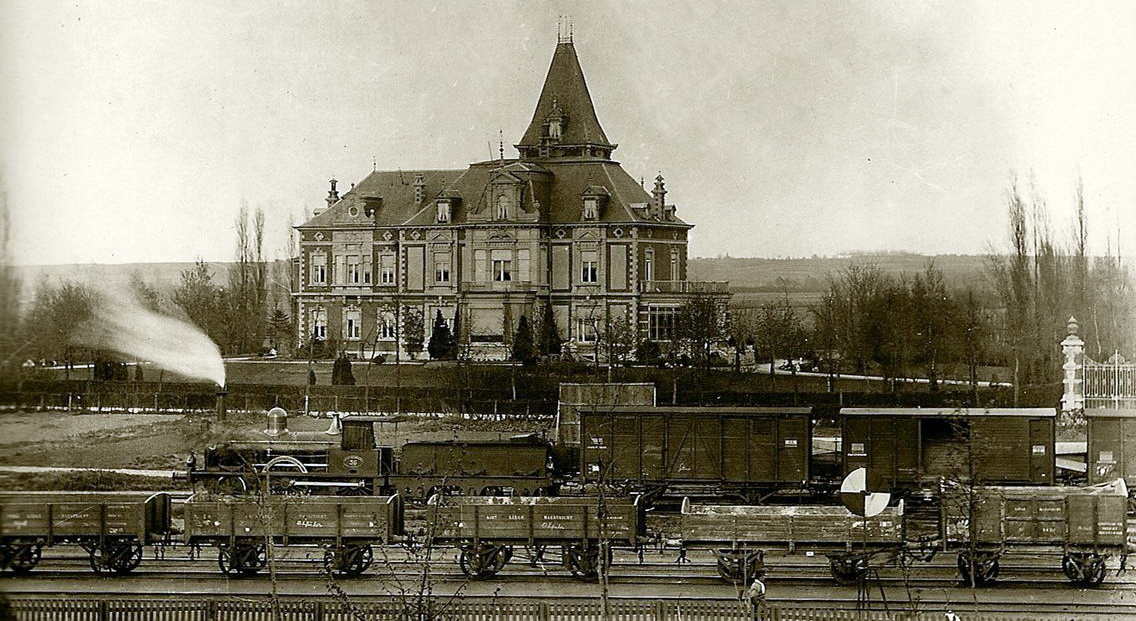
Villa Wyckerveld vóór de bouw in 1913-15 van het Station Maastricht

Er is wel beweerd dat Petrus (I) Regout ervoor zorgde dat al zijn kinderen een kasteel, villa of herenhuis kregen toebedeeld. Dat is onjuist. Het gold slechts voor enkelen van hen, omdat zij via erfenis of door huwelijk zo te wonen kwamen. Wel is het zo dat de overigen na zijn overlijden financieel volkomen in staat waren hun eigen 'kasteel' te verwerven. Het merendeel van de zogenaamde Regout-villa's en -kastelen, waaronder Kruisdonk, Meerssenhoven, Hoogenweerth, Wyckerveld en Aldegonda dateert van (soms ruim) na het overlijden van de stamvader in 1878. 
Eugène Regout gaf in 1879, een jaar na zijn vaders overlijden, opdracht aan de Luikse architect Julien Rémont om een riante villa te bouwen in het Wyckerveld (destijds gemeente Meerssen), waar tot 1867 de buitenwerken van Wyck hadden gelegen. Villa Wyckerveld was tot 1913, toen het huidige station van Maastricht werd gebouwd, gezichtsbepalend voor dit deel van Maastricht. Het gebouw is in de 20e eeuw sterk gewijzigd, eerst om het geschikt te maken als huishoudschool "Wijkerveld", daarna als appartementencomplex. Het bijbehorende park, dat zich van de Scharnerweg via de Prof. Pieter Willemstraat en de Noormannensingel uitstrekte tot aan het huidige Thorbeckeplantsoen, is in de loop der jaren grotendeels verdwenen. Een deel van de noordelijke tuinmuur strekt zich nog steeds uit langs de noordzijde van die straat, bij de hoek van de Meerssenerweg.
In 1897 kocht Eugène Regout een landgoed aan de toenmalige Scharnderweg in de gemeente Amby, na de annexatie door Maastricht in 1920 Scharnerweg 2. Hij (ver)bouwde de bestaande hoofdwoning en noemde die naar zijn moeder Villa Aldegonda. Hij heeft er zelf nooit gewoond, maar tot zijn overlijden in 1908 mogelijk wel een of meer van zijn kinderen.
Eugène overleed op 77-jarige leeftijd in Villa Wyckerveld; zijn tweede vrouw was twee jaar eerder overleden. Beiden werden bijgezet in de grafkelder van de Regouts naast de Basiliek van Meerssen.

## Nalatenschap
Van de talloze producten, die onder de directie van Eugène Regout zijn geproduceerd, zowel bij P. Regout & Co. als bij Thomas Regout, zijn er ongetwijfeld nog vele bewaard gebleven. Maastrichts aardewerk is opgenomen in diverse museale collecties. Zijn voornaamste nalatenschap is de villa Wyckerveld, hoewel sterk aangetast, nog steeds een markant gebouw en een gemeentelijk monument nabij het station van Maastricht.

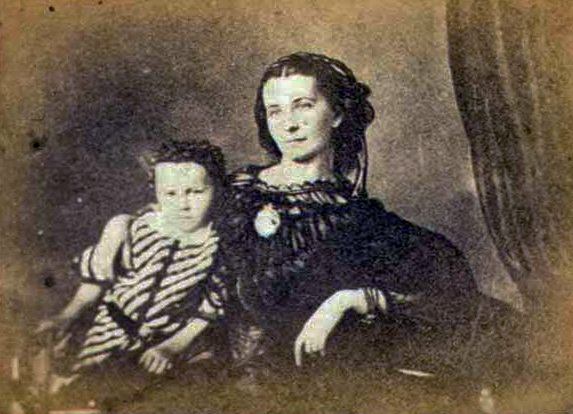
Victorine Bonhomme omstreeks 1860 met haar in 1881 gestorven zoon William

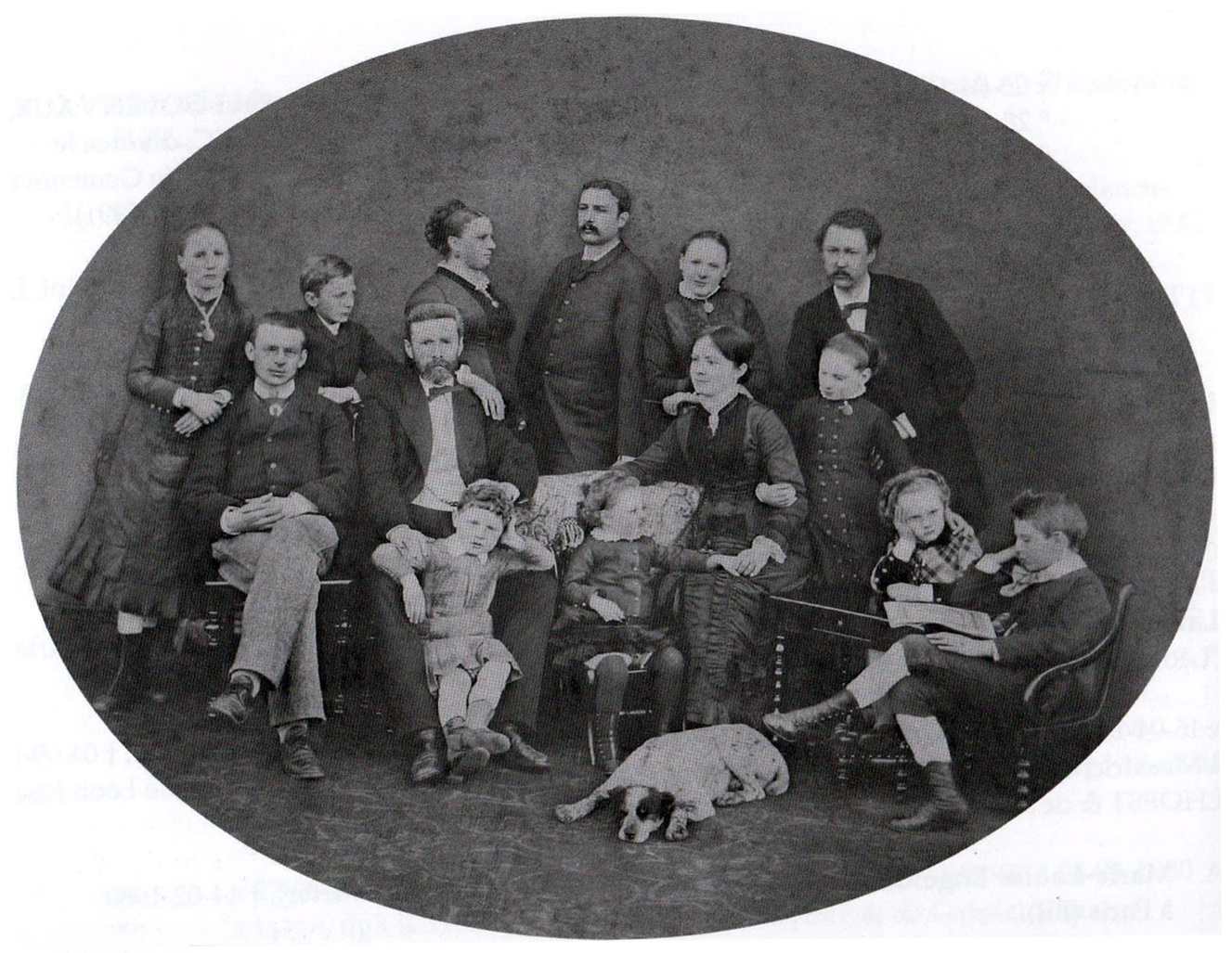
Familiefoto met elf kinderen, ca. 1880

|                                                                                |  |  |
| Links: kinderen van Eugène en Victorine Rechts: Léonie Regout-Regout, ca. 1865 |  |  |

## Nakomelingschap
Eugène Regout kreeg twaalf kinderen bij twee echtgenotes. Op 24 augustus 1854 trouwde hij met Caroline Hortense Victorine Bonhomme (1831-1861), dochter van Matheus Gerardus Bonhomme en Maria Victoria Resia Bosch. Het echtpaar kreeg vier kinderen, van wie er drie de volwassenheid bereikten. De oudste zou op 26-jarige leeftijd verdrinken te Sint Pieter. Victorine overleed in 1861 nog geen dertig jaar oud in het kraambed, waarbij haar vierde kind eveneens overleed.
1. William Victor Hubert Antoine Regout (1855-1881), ongehuwd, geen kinderen
2. Mathilde Aldegonde Hubertine Marie Regout (1857-1928), gehuwd met: 1. Joseph Jean Marie Hubert Starren; en 2. Constant Schreinemacher, zoon van Jan Schreinemacher, 7 kinderen
3. Paul Gustave Hubert Regout (1859-1905), bestuurder van de N.V. Maastrichtsche Spijker- en Draadnagelfabriek v/h Thomas Regout, gehuwd met Valentine Stevens (1865-1937), 12 kinderen
4. Marcel Louis Hubert Regout (1861-1861)

Na de dood van Victorine hertrouwde Eugène op 2 februari 1864 met zijn volle nicht Marie Léonie Hubertine Regout (1837-1906), dochter van Thomas Regout en Jeannette Ghijsen. Ze kregen acht kinderen, drie zonen en vijf dochters, die allen de volwassenheid bereikten. De meeste zonen en schoonzonen uit beide huwelijken vervulden belangrijke functies in het Maastrichtse bedrijfsleven en elders.
1. Jeanne Marie Joséphine Hubertine Regout (1866-1953), gehuwd met Emile Schreinemacher (1853-1909), zoon van Jan Schreinemacher, 6 kinderen
2. Bertha Aldegonda Jeanne Maria Hubertine Regout (1868-1890), ongehuwd, geen kinderen
3. Eugène Marie Hubert Regout (1869-1922), directeur N.V. Maastrichtsche Spijker- en Draadnagelfabriek v/h Thomas Regout, gehuwd met Josée Van Hove (1877-1944), 5 kinderen
4. Maria Joséphine Hubertine Regout (1870-1926), gehuwd met Theodoor Jansen (1865-1947), bestuurder N.V. Maastrichtsche Spijker- en Draadnagelfabriek v/h Thomas Regout, commissaris en directeur van de N.V. De Sphinx v/h Petrus Regout & Co., 2 kinderen
5. Henri Marie Hubert Regout (1872-1955), bestuurder N.V. Maastrichtsche Spijker- en Draadnagelfabriek v/h Thomas Regout, vice-consul van Bolivia in België, gehuwd met (1) Clara du Pon (1871-1927), een kind, en (2) Madeleine de Walckiers de Tronchiennes (1872-1965), geen kinderen
6. Laura Ignace Hubertine Marie Regout (1874-1965), gehuwd met Louis Lhoest (1871-1920), directeur Koninklijke Nederlandse Papierfabriek, 7 kinderen, waaronder Léon Lhoest
7. Arthur Ignace Hubert Marie Regout (1875-1950), president-directeur S.A. Chaux, Ciments & Carreaux te Namen, gehuwd met Louise Thibaut de Maisières (1880-1947), 9 kinderen
8. Léonie Ignace Hubertine Marie Regout (1877-1953), gehuwd met Pierre Bonhomme, bestuurder N.V. Maastrichtsche Spijker- en Draadnagelfabriek v/h Thomas Regout, 2 kinderen

In 2012 behoorden 67 van de 365 nakomelingen van Petrus I Regout en Aldegonda Hoeberechts tot de tak Eugène Regout, waarvan 35 mannen en 32 vrouwen. Tot de bekendere nakomelingen behoren: de ondernemers Arthur en Fernand Regout, Yves Regout (zijtak Paul) en Léon Lhoest (zijtak Laura), en de Belgisch-Canadese kunstenares Isabelle Regout (zijtak Arthur).